# Ermita de la Virgen del Carmen (Molina de Aragón)
La ermita de la Virgen del Carmen es una ermita neoclásica de los siglos XVII y XVIII situada en la localidad guadalajareña de Molina de Aragón (España). La ermita está dedicada a la Virgen del Carmen, patrona de Molina de Aagón. Fue construida por Antonio Velásquez y sus obras terminaron en 1729. Se construyó también una casa-hospicio atendida por los Carmelitas de Aragón adosada. En 1810 la ermita se vio afectada por un incendio causado por los franceses al mando del general Roquet durante la Guerra de Independencia. Su restauración terminó el 29 de junio de 1819.
Se trata de un edificio de planta rectangular, con una sola nave y cubierta a tres alturas. Cuenta con una bóveda hemisférica con una cubierta a cuatro aguas. La portada cuenta con un recercado, jambas y arco de medio punto con sillares labrados de estilo neoclásico. Tiene una espadaña de ladrillo. A la cabecera hay adosado otro cuerpo del tipo casa grande molinesa. En el interior se encuentra la imagen de la Virgen del Carmen de 1931, obra de José Romeo Tena. La imagen original, de 1728, era de Juan Ruíz Amador, fue destruida en 1930 a causa de un incendio.
Con la construcción de la ermita se asentaron los Carmelitas en Molina de Aragón. Se organizó la Compañía de Esclavos Militares de María del Carmelo, y se disolvió la antigua Compañía de Caballeros de Doña Blanca. Los sucesores de esta compañía se encargan de trasladar la imagen de la Virgen a la iglesia de San Gil por las fiestas de la Virgen del Carmen. La noche del día de su festividad se devuelve la imagen a su ermita y se reza una Salve.